# Ford Consul
O Ford Consul é um carro produzido pela Ford no Reino Unido em dois periodos: 1951 a 1962, 1972 a 1975. O Ford Consul é equipado com uma grande variedade de motores: 4 cilindros em linha, V4 e V6.

## Galeria
- Primeira geração (1951-1956)
- Segunda geração (1956-1962)
- Terceira geração (1972-1975)